# Hierococcyx varius
Il cuculo sparviero comune o cuculastore comune (Hierococcyx varius Vahl, 1797) è un uccello della famiglia Cuculidae.

## Distribuzione e habitat
Questo uccello vive in Bangladesh, Bhutan, India, Myanmar, Nepal, Pakistan e Sri Lanka. È di passo in Oman e Thailandia.

## Sistematica
Hierococcyx varius ha due sottospecie:
- Hierococcyx varius varius
- Hierococcyx varius ciceliae